# Thomas Edward Lawrence
Thomas Edward Lawrence (Tremadog, Gwynedd, Wales, 1888. augusztus 16. – Bovington Camp, Dorset, 1935. május 19.) angol katona, régész, író és kalandor, a Brit Birodalom alezredese és Fejszál szíriai emír vezérkari főnöke. Felfedezései, irodalmi tevékenysége és leginkább az 1916-18-as arab nemzeti felkelésben betöltött szerepe miatt Arábiai Lawrence néven közismert. Romantikus, rejtélyes személyisége, kalandos haditettei és szokatlan életvitele révén számos, róla szóló könyv és film hőse lett.
Korabeli hírnevét Lovell Thomas amerikai újságíró róla forgatott filmjének és A bölcsesség hét pillére c. önéletrajzi ihletésű könyvének köszönheti. Napjainkban leginkább az 1962-ben forgatott Arábiai Lawrence c. filmből ismert, ahol Peter O’Toole személyesítette meg.

## Fiatalkora
1888-ban az észak-walesi Caernarfonshire megyében lévő Tremadogban született. Az angol-ír középnemességhez tartozó Sir Thomas Robert Tighe Chapman és Sarah Junner nevelőnő törvénytelen gyermeke. Apja elhagyta törvényes feleségét lányai nevelőnője kedvéért, akitől öt fia született – Thomas másodikként. Szülei (akik soha nem házasodtak össze) Mr. és Mrs. Lawrence-ként éltek Oxfordban, Thomas itt járt középiskolába. 1905 körül megszökött otthonról, és katona-növendéknek állt. Apja pár hét után kiváltotta.
1907-től az oxfordi Jesus College diákja volt. 1907 és 1908 nyarán kerékpáron Franciaországot járta, ahol keresztes háborúk kori várakról készített rajzokat, fényképeket és alaprajzokat. Ezek annyira felkeltették érdeklődését, hogy 1909 nyarán három hónapot a mai Szíria területén töltött keresztes várak felkeresésével, miközben kb. 1600 km-t tett meg gyalogszerrel.
A főiskolát kitüntetéssel fejezte be, a A keresztes háborúk hatása az európai katonai építészetre a XII. szd. végéig c. diplomamunkájának benyújtása után, amiben saját kutatásainak eredményeit dolgozta fel. Tanulmányait Oxfordban folytatta, és ösztöndíjjal a középkori fazekasságot tanulmányozta. Tanulmányaival azonnal felhagyott, amint a Közel-Keleten régészeti kutatások folytatására kapott lehetőséget.
1910 decemberében Bejrútba utazott, majd innét Bübloszba ment, ahol arabul tanult.
Oszmán-Szíriába utazott, a nagy jelentőségű karkemisi ásatásokhoz, ahol a British Museum legnagyobb szaktekintélyeivel dolgozott. mezopotámiai ásatásai során találkozott Gertrude Bell-lel, akinek a Közel-Keletről alkotott nézetei nagy hatással voltak a fiatal Lawrence-re.
1911 nyarán rövid időre visszatért Angliába, a november azonban ismét úton találta Bejrút felé. Egyiptomban, majd ismét Karkemisben dolgozott.

### A világháború előtt
Az első világháború kitöréséig szinte folyamatosan a Közel-Keleten folytatott ásatásokat. 1914 januárjában Leonard Woolley-val, kora egyik legnevesebb közel-keleti régészével expedícióra indult a Negev-sivatagba. A régészeti expedíció csak álcaként szolgált: a feladat katonai hírszerzés és a sivatag feltérképezése volt a brit hadsereg számára. A sivatagon át vezetett az út a központi hatalmakkal szövetséges Oszmán Birodalomból a britek által megszállt Egyiptomba. Lawrence és Woolley tanulmányt írt régészeti felfedezéseikről a sivatagban, az út igazi eredménye azonban egy modern, a vízforrásokat feltüntető katonai térkép volt. Ezen az útján Lawrence felkereste Petra és Akaba városát is.
Visszatér karkemisi ásatásaihoz, majd októberben (1914) katonai szolgálatra jelentkezett.
Lawrence többször beutazta és jól ismerte az akkor török fennhatóság alatt lévő Közel-Keletet. Jól ismerték őt a terület oszmán urai és azok német tanácsadói is. Mindenki természetesnek vette, hogy ismereteit és képességeit felajánlja hazája hadseregének. Bevonulása után a brit közel-keleti főparancsnokságra, Kairóba vezényelték, ahol a hírszerzési osztályon dolgozott.

## Az arab nemzeti felkelés
Az Oszmán Birodalom évszázadokon át tartó lassú hanyatlása és az első világháború eseményei a 20. század elejére reálissá tették független, arab lakosságú állam(ok) megalakulását a Közel-Keleten. Ez azonban csak fegyveres harc árán valósulhatott meg, mivel a oszmán szultánok politikai okokból nem engedhették meg az iszlám szent városai (Mekka és Medina) feletti ellenőrzés elvesztését.
A felkelés élére Husszein bin Ali mekkai emír állt, és 1916 júniusában, az antant hatalmakkal való hosszas egyeztetés után Husszein fia, Fejszál emír vezetésével az arab törzsekből álló laza szövetség fegyveres harcot hirdetett a török uralom ellen. A Brit Birodalom közel-keleti kormányzója ígéretet tett, hogy támogatják a harcot, és győzelem esetén hozzájárulnak a független arab állam létrejöttéhez. Az antant Gallipolinál elszenvedett veresége után fontosnak tűnt, hogy a török hadsereg lekötésével megvédjék Egyiptomot, és a háború után baráti államot hozzanak létre a területen.
Lawrence-t ennek a tervnek a végrehajtása érdekében összekötőnek vezényelték Fejszál táborába. Pontos szerepe és a harcokra gyakorolt hatásának mértéke vitatott, azonban kétségtelen, hogy Lawrence kiváló katona, az irreguláris gerilla-hadviselés mestere volt, és népszerű volt az arab harcosok körében. Fejszál herceg a bizalmasául fogadta, és a későbbiekben megtette vezérkari főnökének. Tökéletesen beszélt arabul, jól ismerte (és felvette) a sivatagi népek szokásait, és jól ráérzett arra, hogy a modern háborúban kétes harcértékű és szétforgácsolt arab törzseket hogyan lehet a leghatékonyabban harcba vezetni.
Meggyőzte az arab vezetőket, hogy Medina megtámadása helyett inkább a közel-keleti vasútvonal elleni rajtaütésekkel gyengítsék a törököket, arra kényszerítve őket, hogy nagy helyőrségeket állomásoztassanak a városokban.
Több, sikeres akciót vezetett a vasút és állomásai ellen, vonatokat és hidakat robbantott fel, kisebb török erőket semmisített meg. 1917-ben hosszas diplomáciai erőfeszítések árán segített összekovácsolni egy ideiglenes törzsi szövetséget, amely már elég erős volt ahhoz, hogy merész akcióval elfoglalja Akaba városát, megszégyenítő vereséget mérve az oszmán erőkre. A sikerben döntő volt az angol haditengerészet és a sivatagon átkelő arab csapatok közötti, Lawrence által szervezett és végrehajtott tökéletes koordináció.
1918-ban sikerült megvalósítani a felkelés legambiciózusabb katonai célját, és az arab erők (összehangolva hadműveleteiket Edmund Allenby tábornok Palesztinában harcoló brit csapataival) felszabadították Damaszkuszt, az arab világ akkori szellemi és politikai központját.

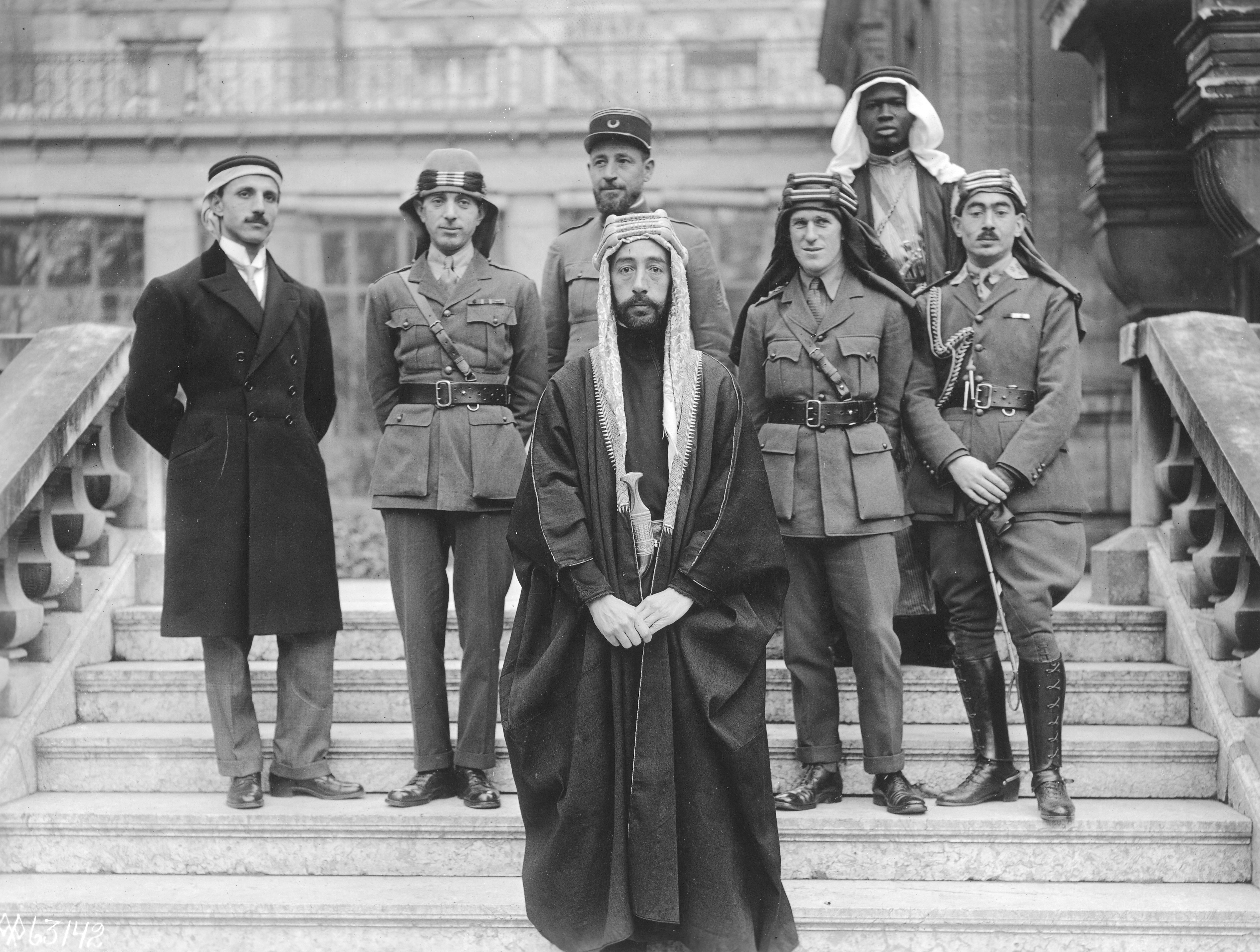
Fejszál emír és kísérete Versailles-ban, a párizsi béketárgyalásokon. Lawrence az emír mögött jobbról a második, Fejszál fekete szolgálója előtt álló tiszt.

A háború végén Lawrence megpróbált tovább közvetíteni az antant kormányok (köztük a brit) és arab szövetségeseik között, a párizsi béketárgyalásokon Fejszál emír delegációjában foglalt helyet, mint az arab herceg vezérkari főnöke.
Lawrence háborús erőfeszítéseit a brit és francia kormány több magas kitüntetéssel honorálta.
Nyilvánvalóvá vált azonban, hogy az antant politika nem kívánja betartani a felkelés kezdetén tett ígéretét. Lawrence meghasonlott önmagával és a brit politikával. 1918 októberében visszautasította V. György király kitüntetését, nem kis botrányt okozva.

## A háború utáni évek
Lovell Thomas róla forgatott filmje révén népszerű, nemzetközileg ismert lett, az emberek romantikus hősként kezelték. A háború után a brit Külügyminisztériumban dolgozott, mint Közel-Kelet szakértő, majd Winston Churchill tanácsadója lett a Gyarmatügyi Hivatalban.
Mindeközben az arab nemzeti egységből és függetlenségből alig-alig valósult meg valami. Az Arab-félsziget sivatagában létrejött ugyan Szaúd-Arábia, de a fontosabb, a háború előtt török uralom alatt álló területekre az angol (Irak, Palesztina) és a francia (Szíria, Libanon) gyarmatosító politika tette rá a kezét.
Az eseményekben betöltött szerepe miatt Lawrence-t az arab világban a mai napig árulónak, rosszhiszemű brit ügynöknek tartják, ismertsége közel sem akkora, mint Nyugaton.
1923-ban álnéven belépett a brit hadseregbe (először a harckocsizókhoz, majd 1925-ben átkerült a légierőhöz). Nagy szenzációt keltett, amikor a sajtó kiszimatolta „T. E. Shaw” újonc közlegény valódi kilétét.
1926-ban megjelentette a Lázadás a sivatagban c. könyvét, amitől hirtelen megint a sajtó figyelmének középpontjába került. A légierő egy távoli indiai támaszpontra küldte, innét 1928-ban tér vissza Angliába, miután hosszas távollétét élénk fantáziájú újságírók újabb kém-expedíciókkal kezdték magyarázni.
A légierőnél jól érezte magát, mérnöktisztként hidroplánokkal és nagy sebességű motorcsónakokkal foglalkozott, egy új csónaktípus feltalálása is a nevéhez fűződik.
Szabadidejében rendkívül szigorú fizikai program szerint élt, sokat edzett, rendszeresen úszott az Északi-tengerben. Különcségét mutatja, hogy az edzésprogram részeként időnként embereket bérelt fel, hogy verjék meg. Lawrence többször méltatta a nomád arabok tűrőképességét, és ilyenkor hozzátette, hogy mindig igyekezett felülmúlni őket. A felkelés során harcoltak 50 fokot meghaladó sivatagi hőségben, télen a hegyekben mezítláb a hóban, és többször vonultak és harcoltak napokig étlen-szomjan. A kis termetű, szívós Lawrence keménységével ilyenkor mindig kivívta társai elismerését. Egyszer arab ruhában belopózott Dara török kézen lévő erődjébe, ahol elfogták. Egy éjszakán keresztül kínozták a furcsa, fehér bőrű „arabot”, és miután nem sikerült semmit kiszedniük belőle, reggel elengedték. Az ekkor szerzett sérüléseinek forradásait élete végéig viselte a hátán és az alfelén, és azok 10 év múlva is elborzasztották a Lawrence-t megvizsgáló sorozóorvosokat.
A háború utáni katonaéveiben a motorkerékpározás vált a hobbijává, nyaktörő sebességgel motorozva többször bejárta egész Angliát.

## Halála
46 éves korában, pár héttel azután, hogy kilépett a légierőtől, erősen gyanús motorbalesetben vesztette életét közel otthonához az angliai Dorsetben. Szokása szerint nagy sebességgel száguldott. Amikor két bicikliző fiúval találkozott, megpróbálta elkerülni az ütközést, de elveszítette uralmát motorja felett és az út melletti árokba csapódott. Hat nap múlva halt meg, azonban eszméletét ez idő alatt már nem nyerte vissza. Később egyesek azt állították, hogy egy titokzatos fekete autó is részese volt a balesetnek. A közvetlenül a balesetnél jelenlevő két fiú azonban úgy tanúskodott, hogy nem láttak semmiféle autót.

## Művei
Lawrence egész életében termékeny író volt, kiterjedt és rendkívül terjedelmes levelezést folytatott többek között George Bernard Shaw-val, Edward Elgarral, Winston Churchill-lel, Robert Gravesszel és E. M. Forsterrel. Levelezése halála után több kötetben jelent meg. Ismeretségben állt Joseph Conraddal, akinek munkásságát nagyra becsülte, és baráti viszonyt ápolt Conrad feleségével, Charlotte-tal, akivel gyakran váltott személyes hangú leveleket.
Élete során négy jelentősebb műve jelent meg, elsőként két műfordítás, Homérosz Odüsszeiájáé, valamint egy francia regény fordítása. E két munkájával nem megvetendő összeget keresett.

### A bölcsesség hét pillére
Lawrence fő műve a Bölcsesség hét pillére c. könyv, amelyen 1919-től hétéves oxfordi ösztöndíj keretében dolgozott először. A könyv önéletrajzi elemeket tartalmaz, feldolgozza az arab felkelés történetét, értekezik Arábiáról és népeiről, valamint katonai kérdésekről. A befejezés előtt álló kéziratot Lawrence egy szórakozott pillanatában elveszítette egy vasútállomáson, és soha nem került elő. 1920-ban nekilátott újraírni – ezt a verziót azonban annyira „reménytelenül rossz”-nak tartotta, hogy 1921 során még egyszer teljesen újraírta, és elégette az előző kéziratot. A harmadik szöveg jelent meg 1922-ben Oxfordban mindössze 8 példányban (ezek egyike 2001-ben majdnem 1 millió dollárért cserélt gazdát).
Ennek egy rövidített változata jelent meg 1926-ban (a szerkesztésben és szövegezésben G. B. Shaw segített sokat), magánkiadásban, a szerző barátai számára. A kinyomtatott mind a 200 példány elkelt ugyan, a bevétel azonban messze alatta maradt a gazdagon illusztrált és különleges módon kézzel kötött könyv megjelentetési költségeinek.

### Lázadás a sivatagban
Az előző könyvből származó adósságainak rendezésére jelentette meg a Hét pillér nagyközönségnek szánt változatát (a „rövidítés rövidítését”), Lázadás a sivatagban címmel. A könyv egy éven belül négy utánnyomást ért meg, és nagy anyagi siker volt. (Schöpflin Aladár fordításában magyarul is megjelent). Az adósságai rendezése után befolyt összegeket Lawrence jótékony célokra fordította.

## Halála után
Halála után testvére jelentette meg a légierőnél töltött napjairól szóló, The Mint c. művét. A könyv életszerű, gyakorlatias prózájával és a katona-élet (és -argó) kendőzetlen (és cenzúrázatlan) bemutatásával nagyon más, mint a filozofikus Hét pillér.
Szerzői jogai és vagyona egyetlen örökösére, testvérére A. W. Lawrence professzorra szállt, aki a kisebb jelentőségű művekből befolyó jogdíjakról lemondott, és a szerzői jogokat a brit nemzetnek adományozta, a Hét pillér kiadásából származó bevételeket pedig jótékonysági és tudományos célokra fordította.
2019-ben a Sabaton a svéd power metal banda kiadta a Great war című albumát amin a második szám a Seven Pillars of Wisdom. A szám Lawrence munkásságáról szól amit az arab felkelés idején csinált.

## Vitatott szerepe
Életét és cselekedeteit javarészt saját leírásaiból ismerjük. Az általa közölt adatok, történetek nagy részének független ellenőrzésére nincs mód, ezért kritikusai nagyotmondó kalandornak tartják. Azt senki nem vitatja, hogy ott volt, személyes bátorsága és fizikai teljesítőképessége sem kérdéses. Az eseményekben, politikai döntésekben és katonai műveletekben betöltött (saját állítása szerint) vezető szerepét azonban több kortárs és későbbi kutató megkérdőjelezte. A kérdés a mai napig heves viták tárgya. Kritikusai elsősorban egy 1955-ben megjelent, „leleplező” életrajzra támaszkodnak, mely szerint arab tudása hézagos, térképei hibásak, politikai befolyása csekély volt.
Az angol titkosszolgálat a közelmúltban nyilvánosságra hozott olyan dokumentumokat, amelyek több, vitatott kérdésben Lawrence igazát bizonyítják.

## Magyarul
- A bölcseség hét pillére, 1-2.; ford. Schöpflin Aladár; ill. Eric Kennington, térkép Maurer Alfréd; Révai, Bp., 1935 (Klasszikus regénytár)
- Lázadás a sivatagban; ford. Schöpflin Aladár; Új Géniusz, Bp., 1990

## Fordítás
- Ez a szócikk részben vagy egészben  a   T._E._Lawrence című angol Wikipédia-szócikk fordításán alapul.  Az eredeti cikk szerkesztőit annak laptörténete sorolja fel. Ez a jelzés csupán a megfogalmazás eredetét és a szerzői jogokat jelzi, nem szolgál a cikkben szereplő információk forrásmegjelöléseként.